# Geografia Trynidadu i Tobago

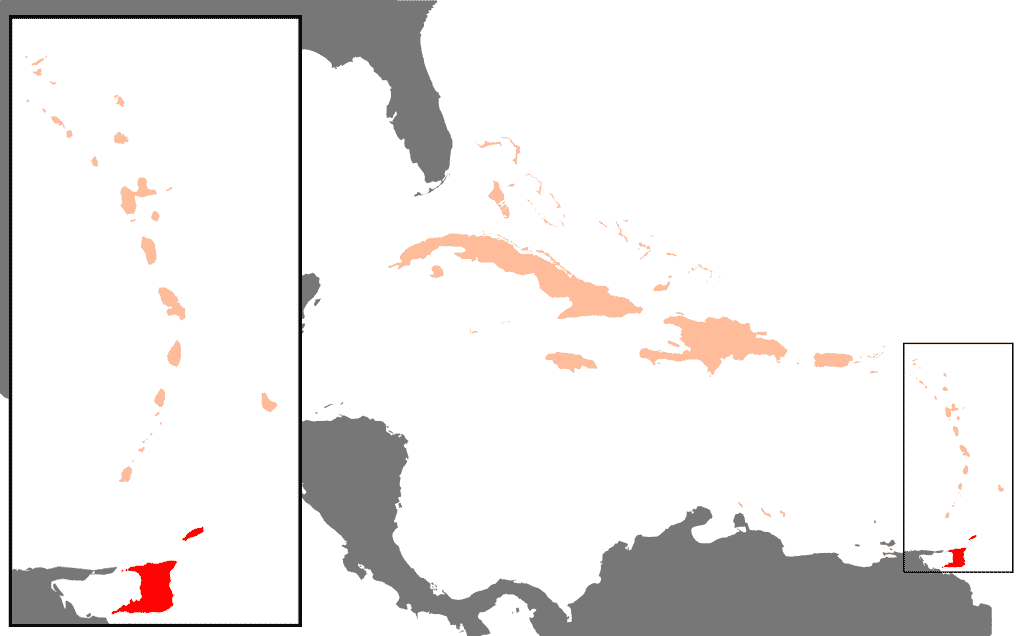
Położenie wysp

Trynidad i Tobago jest wyspiarskim państwem leżącym w Ameryce Południowej, na południowym krańcu archipelagu Małych Antyli. Państwo to składające się z dwóch wysp zostało odkryte przez Krzysztofa Kolumba w 1498 roku. Trynidad i Tobago cechują się stosunkowo nizinnym krajobrazem i wilgotnym, tropikalnym klimatem. Wyspy leżą pomiędzy Morzem Karaibskim a Oceanem Atlantyckim.

## Powierzchnia, skrajne punkty i granice
Powierzchnia – 5128 km²

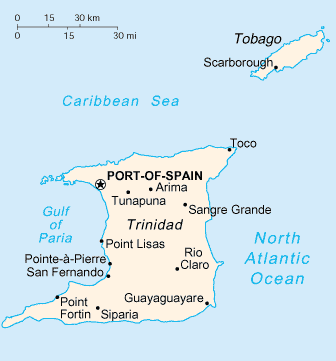
Mapa wysp

Skrajne punkty: północny 11°23'N, południowy 10°08'N, zachodni 61°55'W. wschodni 60°24'W. Rozciągłość południkowa wynosi 145 km, a równoleżnikowa 170 km
Trynidad i Tobago jako kraj wyspiarski graniczą poprzez wody terytorialne z Wenezuelą, od wschodu i południa.
Linia brzegowa – 362 km

## Ukształtowanie poziome

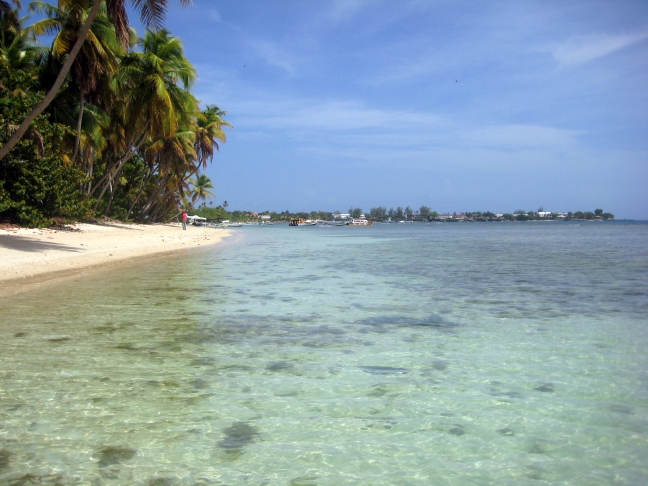
Wybrzeże w pobliżu stolicy kraju

Trynidad i Tobago są dwiema leżącym blisko wybrzeży Ameryki Południowej wyspami, które od Wenezueli oddzielają cieśniny Węża i Smoka oraz wody zatoki Paria. Trynidad jest największą wyspą kraju, która ma powierzchnię 4828 km², a niewielka wyspa Tobago ma 300 km². Tobago leży około 30 km na północny wschód od Trynidadu. Linia brzegowa obu wysp jest umiarkowanie rozwinięta. W części zachodniej Trynidadu leży wyżej wymieniona zatoka Paria, która nadaje charakterystyczny kształt wyspy. Na wschodnich wybrzeżach leżą trzy mniejsze zatoki: Mayaro, Kokosowa i Matura. Pozostałe wybrzeże są słabo urozmaicone, w większość wyrównane. Tobago ma mniej rozwiniętą linię brzegową. Występują tam niewielkie zatoczki i cyple. Wybrzeże obu wysp jest na ogół niskie, w większości plażowe. Miejscami brzeg morski jest skalisty, gdzie występują niewielkie plaże. Na Trynidadzie występują fragmenty wybrzeża namorzynowego.

## Budowa geologiczna
Z geologicznego punktu widzenia wyspy nie są częścią Małych Antyli i ogólnie Ameryki Północnej. Leżące na północnym krańcu płyty południowoamerykańskiej wyspy są morskim przedłużeniem fałdowych struktur Andów. Niewielkie górotwory wysp mają więc podobną do Andów historię, co oznacza, że powstały w czasie orogenezy alpejskiej. Na obszarze Trynidadu znajdują się wulkany błotne oraz naturalny wypływ smoły, tzw. Jezioro Asfaltowe (Pitch Lake).
Trynidad w północnej części jest zbudowany ze sfałdowanego łańcucha górskiego, który budują skały metamorficzne pochodzące z jury i kredy. Środkowa część wyspy wypełniona jest osadami czwartorzędowymi. Południowa część Trynidadu to sfałdowane w oligocenie i w miocenie górotwory, na które składają się skały osadowe, głównie wapienie i piaskowce. Wszystkie struktury górskie Trynidadu mają przebieg równoleżnikowy.
Tobago zbudowane jest ze skał osadowych pochodzących z mezozoiku. Na wyspie tej występują fragmenty kredowych intruzji magmowych i skały wulkaniczne pochodzące z kredy. W południowej części wyspy występują pochodzące z czwartorzędu osady, zbudowane z wapieni.

## Rzeźba
Trynidad i Tobago to wyspy, które ogólnie są nizinne, ale urozmaicone pod względem ukształtowania powierzchni. Są przedłużeniem Gór Karaibskich i występują na nich niewielkie pasma niskich gór.
Na wyspie Trynidad znajduje się jedno główne pasmo górskie i dwa mniejsze, które bardziej mają postać wzgórz niż gór. Ciągnące się na północy Góry Północne osiągają przeciętne wysokości 800 m n.p.m., a ich najwyższy szczyt El Cerro del Aripo wznosi się na 940 m n.p.m. W środkowej części ciągnie się pasmo Gór Środkowych, które wznoszą się na 307 m n.p.m. – szczyt Tamana. Na południu znajdują się niskie Góry Południowe, a ich najwyższy szczyt Trinity wznosi się na 304 m n.p.m. Pomiędzy tymi obszarami wzniesień występują obniżenia, a na zachodnich i wschodnich wybrzeża leżą obszary bagienne. Na wschodzie znajdują się Bagna Nariva, a na zachodzie Bagna Caroni.
Tobago także jest wyspą nisko położoną, ale pełną pagórów i wzgórz, które urozmaicają jej powierzchnię i nadają jej wrażenie górzystego krajobrazu. Najwyższe wzniesienie tej wyspy – Pigeon Peak wznosi się na 576 m n.p.m. Południowo-zachodnia część wyspy jest wybitnie nizinna i płaska. Wewnątrz wyspy występują wąskie obszary równin.

## Klimat
Na wyspach panuje klimat równikowy wilgotny, posiadający takie cechy jak wysokie, stałe temperatury i wysokie opady deszczu. Klimat kształtują północno-wschodnie pasaty, przynoszące wilgotne powietrze i opady, oraz ciepłe prądy morskie. Ponadto wpływ na wyspy ma nasłonecznienie oraz niskie wysokości, przez co na wyspach nie ma pięter klimatycznych.
Temperatury są wysokie, cechujące się niskimi rocznymi i dobowymi amplitudami. Średnie wartości termiczne wynoszą 25-27 °C i nie występują ekstrema termiczne. W Port-of-Spain średnia roczna wynosi 25 °C, a okres letni jest nieznacznie cieplejszy od półrocza zimowego.
Opady są wysokie, choć zróżnicowane regionalnie ze względu na ukształtowanie terenu. Obszary leżące w południu i na zachodzie Trynidadu wynoszą 1200–1500 mm rocznie, zaś północna i wschodnia część wyspy oraz cała wyspa Tobago cechują się opadami sięgającymi 3000 mm. Na wyspach występuje pora sucha, ale okres ten nie jest pozbawiony opadów, największe opady występują od maja do grudnia. Najbardziej suchy i słoneczny jest styczeń i luty. Wyspy rzadko nawiedzane są przez cyklony tropikalne.

## Wody
Na wyspie Trynidad występuje niewielka sieć krótkich rzek, cechujących się występowaniem bystrzy i progów. W Górach Północnych licznie występują wodospady. Rzeki uchodzą zarówno do Morza Karaibskiego jak i do Atlantyku, a największe z nich to: Caroni, które płynie w północno-zachodniej części wyspy i Ortoire w południowo-wschodniej części wyspy. Na Tobago nie ma większych cieków. Na Trynidadzie znajduje się jedyne jezioro kraju – Jezioro Asfaltowe, wspomniany wcześniej akwen znajduje się pomiędzy centralnym a południowym pasmem gór.

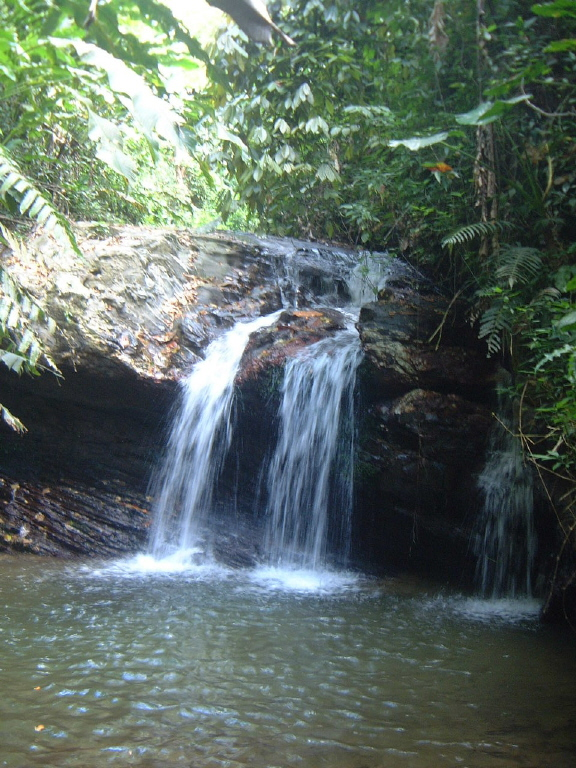
Wodospad na Trynidadzie

## Gleby
Trynidad i Tobago są wyspami należącymi do karaibskiej krainy glebowej. Na wyspach występują gleby czerwonobrązowe oraz vertisole.

## Flora
Naturalna szata roślinna została w znacznym stopniu wyniszczona, a wiele obszarów pokrywają tereny rolnicze. Mimo to lasy wciąż zajmują znaczną powierzchnię kraju, obejmując około 40% całej powierzchni wysp. Największe formacje leśne skupiają się na Tobago i tam też przyroda jest dobrze zachowana. Lasy występują także na terenie Trynidadu. Naturalną formację leśną stanowią fragmenty lasów tropikalnych wiecznie zielonych. W lasach tych rosną dorastające do 20 m wysokości mahoniowce błękitne i storczyki, Poza lasami tropikalnymi występują lasy zwrotnikowe, oraz niewielkie pałacie lasów i zarośli namorzynowych. Na wyspach rosną ponadto takie gatunki jak olbrzymie anturie, helikonie (o grubych, dwuwarstwowych liściach oraz jaskrawoczerwonych, żółtych lub różowych kwiatach), amarylisy i bromelie. Liczne są palmy, które w niektórych miejscach tworzą pokaźne zbiorowiska. Pierwotnie tereny Trynidadu w znacznej mierze porastały wilgotne sawanny, które w większości zostały zastąpione terenami rolniczymi. Wokół wysp rosną współczesne rafy koralowe.

## Fauna
Świat zwierząt wysp należy do antylskiej krainy neotropikalnej, przy czym głównym siedliskiem zwierząt jest wyspa Tobago. Trynidad zamieszkuje ponad 260 gatunków ptaków, a 150 przylatuje tu z Ameryki Północnej i Południowej. Do najciekawszych można zaliczyć ibisy czerwone, flamingi (czerwonaki), tukany, papugi i harpie. Wśród owadów wyróżnia się duża grupa motyli – ponad 600 gatunków. Występują tu także iguany oraz wielkie morskie żółwie skórzaste. W wodach raf koralowych żyją setki gatunków ryb tropikalnych. Do najważniejszych ssaków należą pekari, oceloty, oposy, kapucynki i wyjce.